# La signora delle camelie (film 1921)
La signora delle camelie (Camille) è un film muto del 1921 diretto da  Ray C. Smallwood.

## Trama
Armand, giovane studente in legge, resta affascinato da Marguerite, una cortigiana d'alto bordo, sempre circondata da ammiratori danarosi. Benché la donna viva nel lusso, è però malata e la tisi la sta uccidendo.
Marguerite respinge le continue attenzioni di Armand, ma alla fine cede al suo corteggiamento.
I due vivono felicemente una stagione d'amore che però sarà molto breve. Giunge, infatti, a interrompere il loro idillio, il padre di Armand che convince la donna a lasciare il figlio per non ostacolare le nozze dell'altra sua figlia, una giovinetta pura e innocente.
Marguerite lascia l'amante con una lettera: quando Armand la trova e la legge, si infuria perché crede che la donna abbia preferito la sua vita da mondana di lusso al loro amore. E quando la incontra in società, l'accusa pesantemente davanti a tutti.
Marguerite ha ripreso la sua vita di sempre e anche la malattia riprende il suo corso. I debiti la sommergono e quando i creditori le mandano dei facchini per sequestrarle i mobili e gli oggetti preziosi, lei chiede che le lascino un'unica cosa preziosa per lei, un libro che era appartenuto ad Armand. L'amato finalmente accorre al suo capezzale, ma quando giunge, la trova morta.

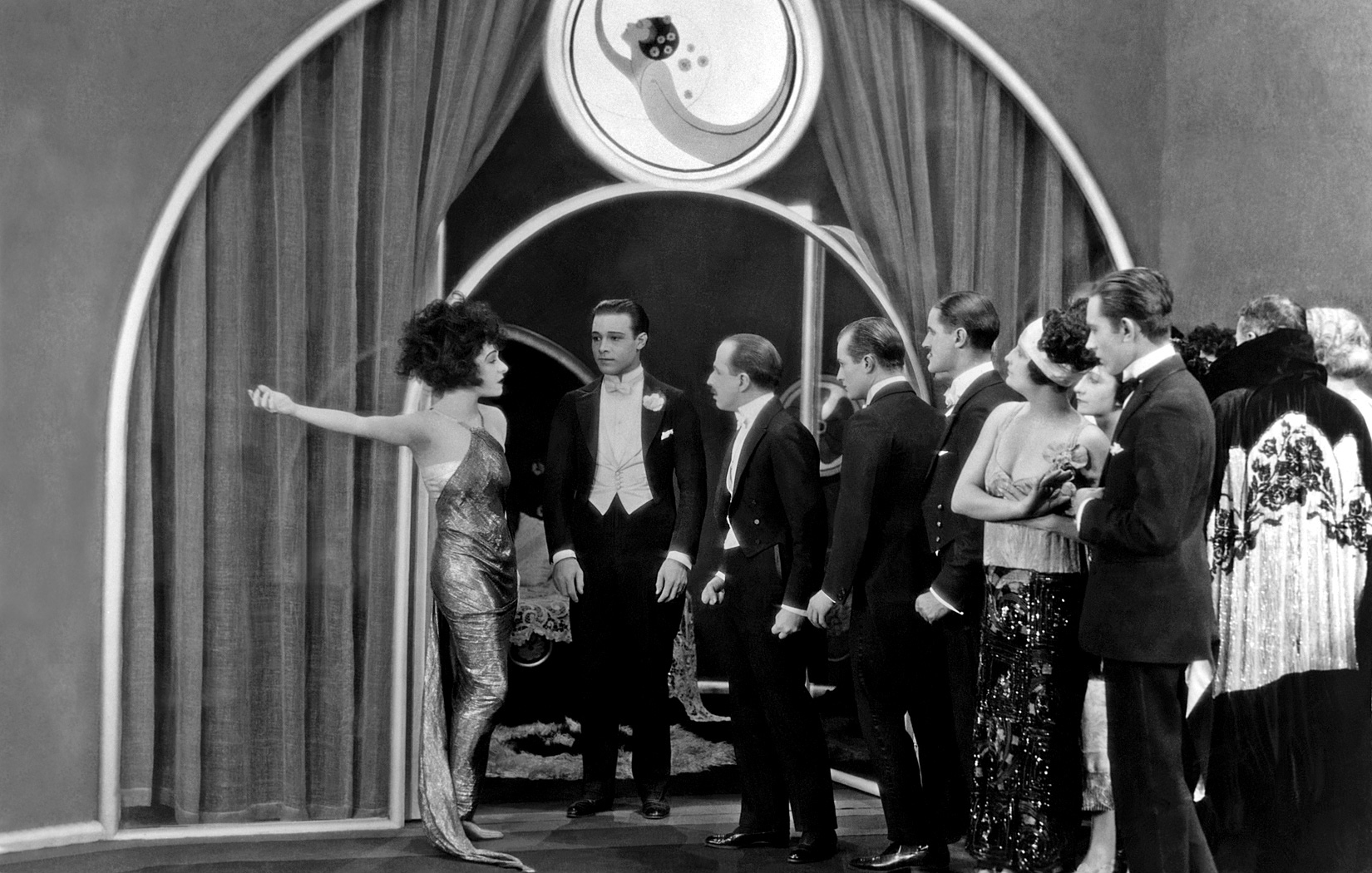
Armand accusa Marguerite: le scene Art Deco di Natacha Rambova

## Produzione
Il film venne prodotto nel gennaio 1921 dalla Nazimova Productions: le scenografie e i costumi erano di Natacha Rambova che sarebbe diventata la moglie di Rodolfo Valentino. Lo stile delle scene del film sono ispirate all'Art déco.

## Distribuzione
Venne distribuito dalla Metro Pictures Corporation, che lo fece uscire in prima l'11 settembre 1921. Arrivò in Italia nel 1923. Copia del film (un positivo in 35 mm) è conservata negli archivi dell'International Museum of Photography and Film at George Eastman House. Nel 2004, la Grapevine Video lo fece uscire in DVD, riversato da una copia in 16 mm. di 77 minuti. Nel 2005, la Warner Home Video lo ha distribuito sul mercato in una versione Full HD di 70 minuti, tratta da una copia in 35 mm.. La pellicola è stata presentata nel 2007 al San Francisco Silent Film Festival con accompagnamento musicale di Clark Wilson.

### Date di uscita
IMDb
- USA	11 settembre 1921	 (Milwaukee, Wisconsin) (premiere)
- USA	26 settembre 1921
- Italia		1923
- Finlandia	14 gennaio 1923
- Portogallo	19 agosto 1926

Alias
- La signora delle camelie	Italia
- A Dama das Camélias	Portogallo
- Dama kameliowa	Polonia
- Die Kameliendame	Germania
- I kyria me tas kamelias	Grecia
- Kamelianainen	   Finlandia
- La dama de las camelias	Spagna
- La Dame aux camélias	Francia